# アーベル (クレーター)
アーベル (Abel) は、月の表側にある古いクレーターであり、南東の縁付近に位置している。バーナードの南方に位置しており、南の海の北西部にある。
アーベルの周壁は激しく崩れており、多角形状に歪んだ輪郭をしている。アーベルの周壁の表面は、隕石の衝突などによって風化している。南部の周壁の上にはアーベルAが、西部の周壁の内側にはアーベルMとアーベルLが位置している。
アーベルのクレーター底には衝突時の噴出物が堆積している。比較的平坦な表面をしており、太陽の光はあまり反射しない。北西部の周壁の近くには小さなクレーターの痕跡が見られる。クレーター底の西部はでこぼこが激しく、太陽の光を強く反射する。

## 従属クレーター
アーベルのごく近くにある小さな無名のクレーターについては、アルファベットを付加することによって識別される。
| 名称 | 月面緯度     | 月面経度     | 直径  |
| ---- | ------------ | ------------ | ----- |
| A    | 南緯 36.6 度 | 東経 86.0 度 | 19 km |
| B    | 南緯 36.7 度 | 東経 82.8 度 | 41 km |
| C    | 南緯 36.0 度 | 東経 81.0 度 | 31 km |
| D    | 南緯 37.7 度 | 東経 87.7 度 | 30 km |
| E    | 南緯 37.8 度 | 東経 86.5 度 | 13 km |
| J    | 南緯 35.5 度 | 東経 79.0 度 | 11 km |
| K    | 南緯 35.0 度 | 東経 77.2 度 | 9 km  |
| L    | 南緯 34.4 度 | 東経 82.6 度 | 67 km |
| M    | 南緯 32.2 度 | 東経 83.6 度 | 81 km |